# Rio Cega
O rio Cega é um rio da província de Castela e Leão, em Espanha, afluente da margem esquerda do rio Douro onde desagua a cerca de 1 km a norte da povoação de Puente Duero (entre as cidades espanholas de Tordesillas e Valladolid), Nasce na Sierra de Guadarrama e corre ao longo de 133 km e tem uma bacia hidrográfica com 2538 km².